# Association Sportive Denguélé

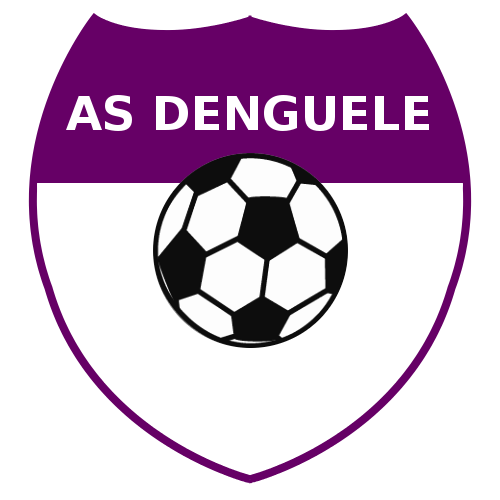
Escudo do AS Denguélé.

O Association Sportive Denguélé é um clube de futebol com sede em Odienné, Costa do Marfim. A equipe compete no Campeonato Marfinense de Futebol.

## História
O clube foi fundado em 1972.